# Dyskografia Tupaca Shakura
Poniżej przedstawiona jest dyskografia amerykańskiego rapera, aktora, poety – Tupaca Shakura. Znajdują się tu dokonania solowe przed śmiercią, albumy wydane po śmierci, kompilacje, lista singli oraz teledyski. Jako raper, 2Pac sprzedał ponad 75 milionów egzemplarzy swoich płyt na świecie.

## Albumy

### Studyjne
| Rok                           | Informacje o albumie | Najwyższa pozycja | Najwyższa pozycja | Najwyższa pozycja | Najwyższa pozycja | Najwyższa pozycja | Najwyższa pozycja | Najwyższa pozycja | Najwyższa pozycja | Najwyższa pozycja | Sprzedaż                                                                                       | Certyfikat |
| Rok                           | Informacje o albumie | US                | US R&B            | CAN               | UK                | AUS               | NZ                | NL                | DE                | SE                | Sprzedaż                                                                                       | Certyfikat |
| ----------------------------- | --- | ----------------- | ----------------- | ----------------- | ----------------- | ----------------- | ----------------- | ----------------- | ----------------- | ----------------- | ---------------------------------------------------------------------------------------------- | --- |
| 1991                          | 2Pacalypse Now - Data wydania: 12 listopada 1991 - Wytwórnia: Jive/Interscope Records                                            | 64                | 13                | –                 | –                 | –                 | –                 | –                 | –                 | –                 | - USA: 923 455                                                                                 | - USA: złota płyta |
| 1993                          | Strictly 4 My N.I.G.G.A.Z... - Data wydania: 16 lutego 1993 - Wytwórnia: Atlantic/Interscope Records                             | 24                | 4                 | –                 | –                 | –                 | –                 | –                 | –                 | –                 | - USA: 1 639 584 - UK: 60 000+                                                                 | - USA: platynowa płyta - UK: srebrna płyta                                                                                                  |
| 1995                          | Me Against the World - Data wydania: 14 marca 1995 - Wytwórnia: Atlantic/Interscope Records                                      | 1                 | 1                 | 20                | 90                | –                 | –                 | –                 | 23                | 40                | - USA: 3 524 567 - UK: 100 000+                                                                | - USA: 2x platynowa płyta - UK: złota płyta                                                                                                 |
| 1996                          | All Eyez on Me - Data wydania: 13 lutego 1996 - Wytwórnia: Death Row/Interscope Records                                          | 1                 | 1                 | 11                | 17                | 19                | 15                | 11                | 16                | 5                 | - USA: 10 000 000+ - UK: 300 000+ - CAN: 100 000+ - DAN: 40 000+ - AUS: 35 000+ - NZL: 30 000+ | - USA: diamentowa płyta - UK: platynowa płyta - CAN: platynowa płyta - DAN: 2x platynowa płyta - AUS: złota płyta - NZL: 2x platynowa płyta |
| 1996                          | The Don Killuminati: The 7 Day Theory (jako Makaveli) - Data wydania: 5 listopada 1996 - Wytwórnia: Death Row/Interscope Records | 1                 | 1                 | 25                | 53                | 37                | 17                | 61                | 76                | 28                | - USA: 4 000 000+ - UK: 100 000+ - CAN: 50 000+                                                | - USA: 4x platynowa płyta - UK: złota płyta - CAN: złota płyta                                                                              |
| „–” pozycja nie była notowana | |                   |                   |                   |                   |                   |                   |                   |                   |                   |                                                                                                | |

### Albumy pośmiertne
| Rok                           | Informacje o albumie                                                                                        | Najwyższa pozycja | Najwyższa pozycja | Najwyższa pozycja | Najwyższa pozycja | Najwyższa pozycja | Najwyższa pozycja | Najwyższa pozycja | Najwyższa pozycja | Najwyższa pozycja | Najwyższa pozycja | Najwyższa pozycja | Najwyższa pozycja | Sprzedaż                                         | Certyfikaty                                                           |
| Rok                           | Informacje o albumie                                                                                        | US                | US R&B            | CAN               | UK                | AUS               | NZ                | NL                | DE                | CH                | FR                | IR                | AT                | Sprzedaż                                         | Certyfikaty                                                           |
| ----------------------------- | --- | ----------------- | ----------------- | ----------------- | ----------------- | ----------------- | ----------------- | ----------------- | ----------------- | ----------------- | ----------------- | ----------------- | ----------------- | ------------------------------------------------ | --------------------------------------------------------------------- |
| 1997                          | R U Still Down? (Remember Me) - Data wydania: 25 listopada 1997 - Wytwórnia: Amaru/BMG/Jive Records         | 2                 | 1                 | 12                | 44                | 50                | 20                | 29                | 25                | –                 | 52                | –                 | –                 | - USA: 4 000 000+ - UK: 100 000+ - HOL: 50 000+  | - USA: 4x platynowa płyta - UK: złota płyta - HOL: złota płyta        |
| 1999                          | Still I Rise (oraz Outlawz) - Data wydania: 14 grudnia 1999 - Wytwórnia: Amaru/Death Row/Interscope Records | 6                 | 2                 | 9                 | 75                | –                 | 49                | 24                | 24                | 86                | –                 | 50                | 48                | - USA: 1 692 316 - UK: 100 000+ - CAN: 50 000+   | - USA: platynowa płyta - CAN: złota płyta - UK: złota płyta           |
| 2001                          | Until the End of Time - Data wydania: 27 marca 2001 - Wytwórnia: Amaru/Death Row Records                    | 1                 | 1                 | 2                 | 31/33             | 37                | 24                | 10                | 23                | 34                | 38                | 25                | –                 | - USA: 4 000 000+ - CAN: 200 000+ - UK: 100 000+ | - USA: 4x platynowa płyta - CAN: 2x platynowa płyta - UK: złota płyta |
| 2002                          | Better Dayz - Data wydania: 26 listopada 2002 - Wytwórnia: Amaru/Death Row Records                          | 5                 | 1                 | 7                 | 68                | –                 | 20                | 36                | 45                | 60                | 52                | 40                | –                 | - USA: 3 000 000+ - CAN: 300 000+ - UK: 100 000+ | - USA: 3x platynowa płyta - CAN: 3x platynowa płyta - UK: złota płyta |
| 2004                          | Loyal to the Game - Data wydania: 14 grudnia 2004 - Wytwórnia: Amaru                                        | 1                 | 1                 | 7                 | 20                | 21                | 31                | 44                | 50                | 21                | 55                | 20                | –                 | - USA: 1 204 124 - UK: 100 000+                  | - USA: platynowa płyta - UK: złota płyta                              |
| 2006                          | Pac’s Life - Data wydania: 21 listopada 2006 - Wytwórnia: Amaru/Interscope Records                          | 9                 | 3                 | –                 | 90                | –                 | –                 | –                 | –                 | 62                | 83                | 71                | –                 | - USA: 500 000                                   |                                                                       |
| „–” pozycja nie była notowana | |                   |                   |                   |                   |                   |                   |                   |                   |                   |                   |                   |                   |                                                  |                                                                       |

### Albumy koncertowe
| 2004                           | 2Pac Live - Data wydania: 6 sierpnia 2004 - Wytwórnia: Death Row                       | 54  | 16 | 3  | 67 | 86 | 84  | 52 | - USA: 475 000 |
| 2005                           | Live at the House of Blues - Data wydania: 3 października 2005 - Wytwórnia: Amaru/Koch | 159 | 48 | 11 | –  | –  | 179 | –  |                |
| „–” pozycja nie była notowana. |                                                                                        |     |    |    |    |    |     |    |                |

### Kompilacje
| Rok                            | Informacje o albumie                                                                               | Najwyższa pozycja | Najwyższa pozycja | Najwyższa pozycja | Najwyższa pozycja | Najwyższa pozycja | Najwyższa pozycja | Najwyższa pozycja | Najwyższa pozycja | Najwyższa pozycja | Najwyższa pozycja | Najwyższa pozycja | Najwyższa pozycja | Sprzedaż | Certyfikaty |
| Rok                            | Informacje o albumie                                                                               | US                | US R&B            | US Rap            | US Independent    | UK                | CAN               | AU                | NZ                | NL                | DE                | CH                | IR                | Sprzedaż | Certyfikaty |
| ------------------------------ | -------------------------------------------------------------------------------------------------- | ----------------- | ----------------- | ----------------- | ----------------- | ----------------- | ----------------- | ----------------- | ----------------- | ----------------- | ----------------- | ----------------- | ----------------- | --- | --- |
| 1998                           | Greatest Hits - Data wydania: 24 listopada 1998 - Wytwórnia: Amaru/Death Row/Interscope Records    | 3                 | 1                 | –                 | –                 | 17                | 18                | 11                | 19                | 1                 | 9                 | 13                | 59                | - USA: 10 000 000+ - UK: 600 000+ - DEU: 250 000+ - AUS: 140 000+ - CAN: 100 000+ - HOL: 100 000+ - FRA: 100 000+ - POL: 50 000+ | - USA: diamentowa płyta - UK: 2x platynowa płyta - DEU: złota płyta - AUS: 2x platynowa płyta - CAN: platynowa płyta - HOL: platynowa płyta - FRA: złota płyta - POL: złota płyta |
| 2000                           | The Rose That Grew from Concrete - Data wydania: 17 października 2000 - Wytwórnia: Amaru/Death Row | 89                | 28                | –                 | –                 | –                 | –                 | –                 | –                 | –                 | –                 | –                 | –                 | - USA: 262 672 | |
| 2003                           | The Prophet: The Best of the Works - Data wydania: 7 lipca 2003 - Wytwórnia: Death Row             | –                 | –                 | –                 | –                 | 146               | –                 | –                 | 40                | –                 | –                 | –                 | 41                | - USA: 90 000 | |
| 2003                           | Nu-Mixx Klazzics - Data wydania: 7 października 2003 - Wytwórnia: Death Row                        | 15                | 5                 | –                 | 2                 | 114               | –                 | –                 | –                 | –                 | –                 | –                 | –                 | | |
| 2005                           | The Rose, Vol. 2 - Data wydania: 20 września 2005 - Wytwórnia: Amaru                               | –                 | –                 | –                 | –                 | –                 | –                 | –                 | –                 | –                 | –                 | –                 | –                 | - USA: 59 157 | |
| 2005                           | The Prophet Returns - Data wydania: 3 października 2005 - Wytwórnia: Death Row                     | –                 | –                 | –                 | –                 | 163               | –                 | –                 | –                 | –                 | –                 | –                 | –                 | - USA: 45 000 | |
| 2007                           | Beginnings: The Lost Tapes 1988–1991 - Data wydania: 12 czerwca 2007 - Wytwórnia: Koch             | –                 | –                 | –                 | –                 | –                 | –                 | –                 | –                 | –                 | –                 | –                 | –                 | | |
| 2007                           | Nu-Mixx Klazzics Vol. 2 - Data wydania: 14 sierpnia 2007 - Wytwórnia: Amaru/Death Row/Koch         | 45                | 8                 | –                 | 2                 | –                 | –                 | –                 | –                 | –                 | –                 | –                 | –                 | | |
| 2007                           | Best of 2Pac Part 1: Thug - Data wydania: 4 grudnia 2007 - Wytwórnia: Amaru/Death Row/UMG          | 65                | 13                | 6                 | –                 | 76                | –                 | –                 | –                 | –                 | –                 | –                 | –                 | - USA: 212 399 - UK: 60 000+ | - UK: srebrna płyta |
| 2007                           | Best of 2Pac Part 2: Life - Data wydania: 4 grudnia 2007 - Wytwórnia: Amaru/Death Row/UMG          | 77                | 15                | 8                 | –                 | 105               | –                 | –                 | –                 | –                 | –                 | –                 | –                 | - USA: 135 429 | |
| „–” pozycja nie była notowana. | |                   |                   |                   |                   |                   |                   |                   |                   |                   |                   |                   |                   | | |

### Ścieżka dźwiękowa
| Rok  | Informacje o albumie                                                     | Najwyższa pozycja | Najwyższa pozycja | Najwyższa pozycja | Najwyższa pozycja | Najwyższa pozycja | Najwyższa pozycja | Najwyższa pozycja | Najwyższa pozycja | Najwyższa pozycja | Najwyższa pozycja | Sprzedaż                        | Certyfikaty                              |
| Rok  | Informacje o albumie                                                     | US                | US R&B            | CAN               | UK                | NL                | DE                | CH                | FR                | BE (Vl)           | IR                | Sprzedaż                        | Certyfikaty                              |
| ---- | ------------------------------------------------------------------------ | ----------------- | ----------------- | ----------------- | ----------------- | ----------------- | ----------------- | ----------------- | ----------------- | ----------------- | ----------------- | ------------------------------- | ---------------------------------------- |
| 2003 | Tupac: Resurrection - Data wydania: 11 listopada 2003 - Wytwórnia: Amaru | 2                 | 3                 | 3                 | 62                | 36                | 76                | 68                | 57                | 41                | 25                | - USA: 1 666 335 - UK: 100 000+ | - USA: platynowa płyta - UK: złota płyta |

## Single

### Solowe
| Rok  | Utwór                                                           | Notowania | Notowania | Notowania | Notowania | Notowania | Notowania | Notowania | Notowania | Notowania | Notowania | Notowania | Notowania | Notowania | Notowania | Notowania | Notowania | Certyfikaty | Album                                 |
| Rok  | Utwór                                                           | US        | US R&B    | US Rap    | CAN       | AUS       | UK        | NL        | NL        | NZ        | DE        | AT        | CH        | SE        | FR        | BE (FL)   | BE (WA)   | Certyfikaty | Album                                 |
| ---- | --------------------------------------------------------------- | --------- | --------- | --------- | --------- | --------- | --------- | --------- | --------- | --------- | --------- | --------- | --------- | --------- | --------- | --------- | --------- | --- | ------------------------------------- |
| 1991 | „Trapped”                                                       | –         | –         | –         | –         | –         | –         | –         | –         | –         | –         | –         | –         | –         | –         | –         | –         | | 2Pacalypse Now                        |
| 1991 | „Brenda’s Got a Baby”                                           | –         | 23        | 3         | –         | –         | –         | –         | –         | –         | –         | –         | –         | –         | –         | –         | –         | | 2Pacalypse Now                        |
| 1991 | „If My Homie Calls”                                             | –         | –         | 3         | –         | –         | –         | –         | –         | –         | –         | –         | –         | –         | –         | –         | –         | | 2Pacalypse Now                        |
| 1993 | „Holler If Ya Hear Me”                                          | –         | 110       | –         | –         | –         | –         | –         | –         | –         | –         | –         | –         | –         | –         | –         | –         | | Strictly 4 My N.I.G.G.A.Z...          |
| 1993 | „I Get Around” (gośc. Digital Underground)                      | 11        | 5         | 8         | –         | –         | –         | –         | –         | –         | –         | –         | –         | –         | –         | –         | –         | - USA: platynowa płyta | Strictly 4 My N.I.G.G.A.Z...          |
| 1993 | „Keep Ya Head Up”                                               | 12        | 7         | 2         | –         | –         | –         | –         | –         | –         | –         | –         | –         | –         | –         | –         | –         | - USA: platynowa płyta - UK: srebrna płyta                                                                                      | Strictly 4 My N.I.G.G.A.Z...          |
| 1994 | „Papa’z Song” (gośc. Wycked)                                    | 87        | 82        | 24        | –         | –         | –         | –         | –         | –         | –         | –         | –         | –         | –         | –         | –         | | Strictly 4 My N.I.G.G.A.Z...          |
| 1995 | „Dear Mama”                                                     | 9         | 3         | 1         | –         | 37        | 27        | 31        | 37        | 4         | 81        | –         | 43        | 43        | –         | –         | –         | - USA: 3x platynowa płyta - UK: srebrna płyta                                                                                   | Me Against the World                  |
| 1995 | „So Many Tears”                                                 | 44        | 21        | 6         | –         | –         | –         | –         | –         | –         | –         | –         | –         | –         | –         | –         | –         | | Me Against the World                  |
| 1995 | „Temptations”                                                   | 68        | 35        | 13        | –         | –         | –         | –         | –         | –         | –         | –         | –         | –         | –         | –         | –         | | Me Against the World                  |
| 1995 | „California Love” (gośc. Dr. Dre, Roger Troutman)               | 1         | 1         | 1         | 51        | 4         | 6         | 7         | 10        | 1         | 7         | 9         | 7         | 1         | 13        | 21        | 13        | - USA: 2x platynowa płyta - UK: platynowa płyta - AUS: złota płyta - CAN: złota płyta - ITA: złota płyta                        | All Eyez on Me                        |
| 1996 | „2 of Amerikaz Most Wanted” (gośc. Snoop Doggy Dogg)            | –         | 46        | –         | –         | –         | –         | –         | –         | –         | –         | –         | –         | –         | –         | –         | –         | - UK: srebrna płyta | All Eyez on Me                        |
| 1996 | „How Do U Want It” (gośc. K-Ci & JoJo)                          | 1         | 1         | 1         | 14        | 24        | 17        | –         | –         | 2         | 74        | –         | 37        | 33        | 35        | –         | –         | - USA: 2x platynowa płyta - UK: srebrna płyta - AUS: złota płyta - NZL: złota płyta                                             | All Eyez on Me                        |
| 1996 | „I Ain’t Mad at Cha” (gośc. Danny Boy)                          | 58        | 18        | –         | –         | 47        | 13        | 15        | 16        | 2         | 86        | –         | –         | 35        | –         | –         | –         | - UK: srebrna płyta - NZL: złota płyta                                                                                          | All Eyez on Me                        |
| 1996 | „Toss It Up” (gośc. Danny Boy, K-Ci & JoJo, Aaron Hall)         | –         | 34        | –         | –         | 39        | 15        | –         | –         | 7         | –         | –         | –         | –         | –         | –         | –         | - NZL: złota płyta | The Don Killuminati: The 7 Day Theory |
| 1997 | „To Live & Die in L.A.” (gośc. Val Young)                       | –         | –         | –         | –         | –         | 10        | –         | –         | 9         | –         | –         | –         | –         | –         | –         | –         | | The Don Killuminati: The 7 Day Theory |
| 1997 | „Hail Mary” (gośc. Outlawz, Prince Ital Joe)                    | –         | 12        | 8         | –         | –         | 43        | –         | –         | –         | –         | –         | –         | –         | –         | –         | –         | - UK: srebrna płyta | The Don Killuminati: The 7 Day Theory |
| 1997 | „Wanted Dead or Alive” (oraz Snoop Doggy Dogg)                  | –         | –         | –         | –         | 41        | 16        | –         | –         | 3         | –         | –         | –         | –         | –         | –         | –         | | Gridlock’d                            |
| 1997 | „I Wonder If Heaven Got a Ghetto”                               | 67        | 14        | 18        | –         | –         | 21        | –         | –         | 11        | –         | –         | –         | –         | –         | –         | –         | | R U Still Down? (Remember Me)         |
| 1998 | „Do for Love”                                                   | 21        | 10        | 2         | –         | –         | 12        | 18        | 17        | 18        | –         | –         | –         | 33        | –         | –         | –         | - USA: złota płyta - UK: złota płyta                                                                                            | R U Still Down? (Remember Me)         |
| 1998 | „Changes”                                                       | 32        | 12        | 1         | 14        | 7         | 3         | 1         | 1         | 3         | 2         | 6         | 2         | 3         | 39        | 2         | 11        | - UK: 2x platynowa płyta - DEU: złota płyta - DAN: platynowa płyta - HOL: złota płyta - SWE: platynowa płyta - ITA: złota płyta | Greatest Hits                         |
| 1999 | „Unconditional Love”                                            | –         | 73        | –         | –         | –         | –         | –         | –         | –         | –         | –         | –         | –         | –         | –         | –         | | Greatest Hits                         |
| 2000 | „Baby Don’t Cry (Keep Ya Head Up II)” (oraz Outlawz)            | 72        | 36        | –         | –         | –         | –         | 22        | –         | 35        | –         | –         | –         | –         | –         | –         | –         | | Still I Rise                          |
| 2001 | „Until the End of Time” (gośc. R.L.)                            | 52        | 21        | –         | –         | 34        | 4         | 11        | 13        | –         | 33        | 64        | 24        | 53        | 39        | 3         | Tip6      | - UK: srebrna płyta | Until the End of Time                 |
| 2001 | „Letter 2 My Unborn”                                            | –         | 64        | –         | –         | –         | 21        | 61        | –         | –         | 76        | –         | –         | –         | –         | Tip2      | –         | | Until the End of Time                 |
| 2002 | „Thugz Mansion” (gośc. Nas, J. Phoenix)                         | 19        | 10        | 4         | –         | 26        | 24        | 73        | –         | 10        | 74        | –         | –         | –         | –         | Tip7      | Tip18     | | Better Dayz                           |
| 2003 | „Still Ballin” (gośc. Trick Daddy)                              | 69        | 31        | 15        | –         | –         | –         | –         | –         | –         | –         | –         | –         | –         | –         | –         | –         | | Better Dayz                           |
| 2003 | „Runnin’ (Dying to Live)” (gośc. The Notorious B.I.G.)          | 19        | 11        | 5         | –         | 12        | 17        | 13        | 15        | 8         | –         | 19        | 9         | 37        | 28        | 30        | Tip2      | | Tupac: Resurrection                   |
| 2004 | „One Day at a Time (Em’s Version)” (oraz Eminem; gośc. Outlawz) | 80        | 51        | 22        | –         | –         | 134       | –         | –         | –         | –         | –         | –         | –         | –         | –         | –         | | Tupac: Resurrection                   |
| 2004 | „Thugs Get Lonely Too” (gośc. Nate Dogg)                        | 98        | 55        | –         | –         | –         | –         | –         | –         | –         | –         | –         | –         | –         | –         | –         | –         | | Loyal to the Game                     |
| 2005 | „Ghetto Gospel” (gośc. Elton John)                              | –         | –         | –         | –         | 1         | 1         | –         | –         | 3         | 3         | 3         | 7         | –         | –         | 25        | Tip5      | - UK: platynowa płyta - DEU: złota płyta - AUS: platynowa płyta - DAN: złota płyta - NZL: złota płyta                           | Loyal to the Game                     |
| 2006 | „Untouchable” (gośc. Krayzie Bone)                              | 29        | 91        | –         | –         | –         | –         | –         | –         | –         | –         | –         | –         | –         | –         | –         | –         | | Pac’s Life                            |
| 2006 | „Pac’s Life” (gośc. T.I., Ashanti)                              | 119       | 104       | –         | –         | 34        | 21        | –         | –         | 38        | –         | –         | –         | –         | –         | –         | –         | | Pac’s Life                            |

### Inne notowane lub ceryfikowane utwory
| Rok  | Utwór                                                                                           | Notowania | Notowania | Notowania | Notowania | Notowania | Notowania | Certyfikaty                          | Album                                            |
| Rok  | Utwór                                                                                           | US        | US R&B    | US Rap    | AUS       | CAN       | UK        | Certyfikaty                          | Album                                            |
| ---- | ----------------------------------------------------------------------------------------------- | --------- | --------- | --------- | --------- | --------- | --------- | ------------------------------------ | ------------------------------------------------ |
| 1995 | „Can U Get Away”                                                                                | –         | 70        | –         | –         | –         | –         |                                      | Me Against the World                             |
| 1995 | „Runnin’ (From tha Police)” (oraz The Notorious B.I.G.; gośc. Stretch, Dramacydal, Buju Banton) | 81        | 57        | 13        | –         | 14        | 15        |                                      | One Million Strong                               |
| 1996 | „Ambitionz az a Ridah”                                                                          | –         | –         | –         | –         | –         | –         | - UK: złota płyta - DEU: złota płyta | All Eyez on Me                                   |
| 1996 | „All Eyez on Me” (gośc. Big Syke)                                                               | –         | –         | –         | –         | –         | –         | - ITA: złota płyta                   | All Eyez on Me                                   |
| 1996 | „Hit ’Em Up” (gośc. Outlawz)                                                                    | –         | –         | –         | –         | –         | –         | - UK: złota płyta - DAN: złota płyta | Greatest Hits                                    |
| 1998 | „Happy Home”                                                                                    | –         | –         | –         | –         | –         | 17        |                                      | Pac & Biggie You Never Heard                     |
| 1999 | „Who Do You Believe In?” (gośc. Yaki Kadafi)                                                    | –         | 53        | –         | –         | –         | –         |                                      | Better Dayz Suge Knight Represents: Chronic 2000 |
| 2000 | „Thug Nature”                                                                                   | –         | 56        | –         | –         | –         | –         |                                      | Too Gangsta for Radio                            |
| 2000 | „They’re Tryin’ To Kill Me”                                                                     | –         | –         | –         | 36        | –         | –         |                                      |                                                  |

### Gościnnie
| Rok  | Utwór                                                         | Notowania | Notowania | Notowania | Notowania | Certyfikat         | Album                 |
| Rok  | Utwór                                                         | US        | US R&B    | US Rap    | NL        | Certyfikat         | Album                 |
| ---- | ------------------------------------------------------------- | --------- | --------- | --------- | --------- | ------------------ | --------------------- |
| 1990 | „Same Song” (Digital Underground; gośc. 2Pac)                 | –         | –         | –         | –         |                    | This Is an EP Release |
| 1992 | „Call It What You Want” (Above the Law; gośc. 2Pac, Money-B)  | –         | –         | –         | –         |                    | Black Mafia Life      |
| 1993 | „Gotta Get Mine” (MC Breed; gośc. 2Pac)                       | 96        | 61        | 6         | –         |                    | The New Breed         |
| 1997 | „Thug Luv” (Bone Thugs-n-Harmony; gośc. 2Pac)                 | –         | 60        | –         | –         |                    | The Art of War        |
| 1997 | „Smile” (Scarface; gośc. 2Pac, Johnny P)                      | 12        | 2         | 1         | –         | - USA: złota płyta | The Untouchable       |
| 1997 | „Stop the Gunfight” (Trapp; gośc. 2Pac, The Notorious B.I.G.) | –         | 35        | 9         | –         |                    | Stop the Gunfight     |
| 1998 | „Homies & Thuggs” (Scarface; gośc. 2Pac, Master P)            | –         | –         | –         | –         |                    | My Homies             |
| 1998 | „Are You Still Down” (Jon B.; gośc. 2Pac)                     | –         | 2         | –         | –         |                    | Cool Relax            |
| 2001 | „World Wide” (Outlawz; gośc. 2Pac, Bosko & T-Low)             | –         | –         | –         | 56        |                    | Novakane              |
| 2008 | „Playa Cardz Right” (Keyshia Cole; gośc. 2Pac)                | 63        | 9         | –         | –         |                    | A Different Me        |

## DVD
| Rok  | Tytuł                              | Sprzedaż                                                  | Certyfikaty                                                                    |
| ---- | ---------------------------------- | --------------------------------------------------------- | ------------------------------------------------------------------------------ |
| 2002 | Thug Angel – The Life of an Outlaw | - USA: 100 000+ - AUS: 30 000+                            | - USA: platynowa płyta - AUS: 2x platynowa płyta                               |
| 2005 | Live at the House of Blues         | - USA: 100 000+ - UK: 25 000+ - AUS: 7 500+ - NZL: 2 500+ | - USA: platynowa płyta - UK: złota płyta - AUS: złota płyta - NZL: złota płyta |
| 2006 | The Complete Live Performances     | - AUS: 7 500+                                             | - AUS: złota płyta                                                             |

## Teledyski
| Rok  | Tytuł                                 | Reżyseria                   |
| ---- | ------------------------------------- | --------------------------- |
| 1992 | „If My Homie Calls”                   | Blake, Whaley               |
| 1992 | „Trapped”                             | Allen & Albert Hughes       |
| 1992 | „Brenda’s Got a Baby”                 | The Hughes Brothers         |
| 1993 | „Wussup wit' the Luv?”                | Jim Swaffield               |
| 1993 | „Holler If Ya Hear Me”                | Stephen Ashley Blake        |
| 1993 | „I Get Around”                        | David Dobkin                |
| 1993 | „Keep Ya Head Up”                     | David Dobkin                |
| 1994 | „Papa’z Song                          | James Micheal Marshall      |
| 1994 | „Pour Out a Little Liquor”            | Tupac Shakur                |
| 1994 | „Cradle to the Grave”                 | Ricky Harris                |
| 1995 | „How Long Will They Mourn Me?”        | Kia B. Puriefoy             |
| 1995 | „It Don’t Stop”                       | Kia B. Puriefoy             |
| 1995 | „Dear Mama”                           | Lionel C. Martin            |
| 1995 | „So Many Tears”                       | Lionel C. Martin            |
| 1995 | „Temptations”                         | David Nelson                |
| 1996 | „California Love”                     | J. Kevin Swain              |
| 1996 | „California Love (Remix)”             | Hype Williams               |
| 1996 | „2 of Amerika'z Most Wanted”          | Tupac Shakur & Gobi Nejad   |
| 1996 | „How Do You Want It?”                 | Ron Hightower               |
| 1996 | „How Do U Want It? (Stage Version)”   | J. Kevin Swain              |
| 1996 | „Hit ’Em Up”                          | J. Kevin Swain              |
| 1996 | „I Ain’t Mad at Cha”                  |                             |
| 1996 | „Toss It Up”                          | Lionel C. Martin            |
| 1996 | „Toss It Up [Beach version]”          | Lionel C. Martin            |
| 1996 | „All About You”                       | Marlene Rhein & Rob Johnson |
| 1997 | „To Live and Die in L.A.”             | J. Kevin Swain              |
| 1997 | „Hail Mary”                           | Frank Sacramento”           |
| 1997 | „Made Niggaz”                         | Gobi Nejad                  |
| 1997 | „I Wonder If Heaven's Got a Ghetto”   | Lionel C. Martin            |
| 1997 | „Do for Love”                         | Bill Parker                 |
| 1999 | „Changes”                             | Chris Hafner                |
| 1999 | „Unconditional Love”                  | Rob Johnson                 |
| 2000 | „Baby Don't Cry (Keep Ya Head Up II)” | J. Jesses Smith             |
| 2001 | „Until the End of Time”               | Chris Hafner                |
| 2001 | „Letter 2 My Unborn Child”            | Chris Hafner                |
| 2002 | „Thugz Mansion”                       | David Nelson                |
| 2003 | „Runnin’ (Dying to Live)”             | Philip G. Atwell            |
| 2005 | „Ghetto Gospel”                       | Nzingha Stewart             |
| 2006 | „Pac’s Life”                          | Gobi Rahmi                  |
| 2008 | „Playa Cardz Right”                   | Benny Boom                  |